# Marfisa d'Este

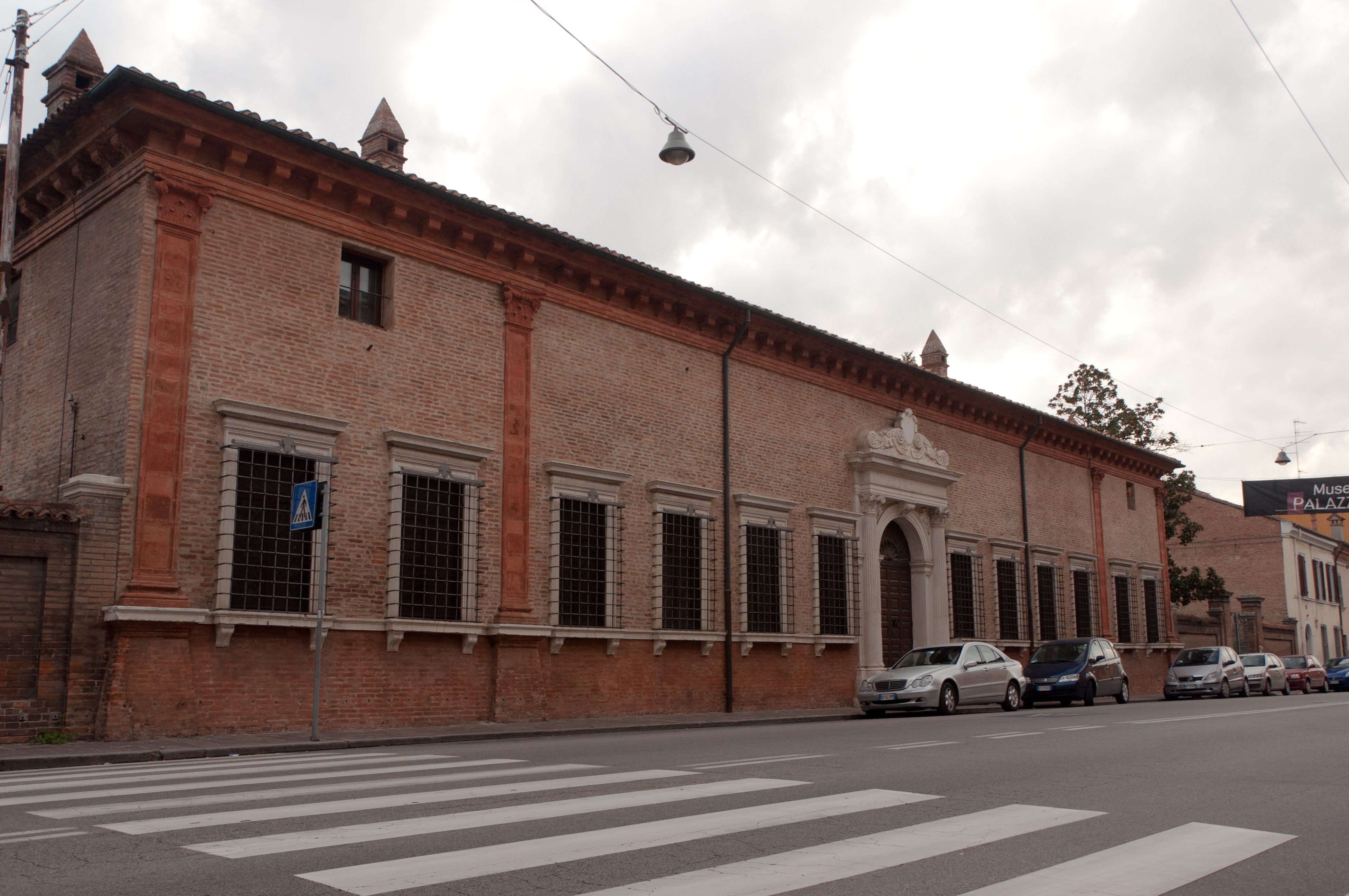
Palazzina di Marfisa d'Este

Marfisa d'Este (Ferrara, 1554 circa – Ferrara, 15 agosto 1608) era la figlia di Francesco d'Este e di una sua amante. Suoi nonni paterni erano i duchi di Ferrara Alfonso I d'Este e Lucrezia Borgia. Fu riconosciuta, assieme alla sorella Bradamante d'Este (nata nel 1559), sia da Papa Gregorio XIII, sia da Alfonso II d'Este.

## Biografia
Marfisa era amante delle arti e della cultura; fu protettrice di Torquato Tasso.
Il 5 maggio 1578 sposò il cugino Alfonsino di Montecchio, figlio di Alfonso di Montecchio, che morì tre mesi dopo il matrimonio. 
Il 30 gennaio 1580, convolò a nozze con Alderano Cybo-Malaspina, principe ereditario di Massa e Carrara.
Il padre Francesco fece costruire, a partire dal 1559, un palazzo che nel 1578 passò in eredità a Marfisa; tale edificio è oggi noto come Palazzina di Marfisa d'Este. Con la morte della principessa Marfisa avvenuta nel 1608, la palazzina venne lentamente abbandonata.
Marfisa ereditò dal padre tutti gli edifici di "San Silvestro" assieme a Palazzo Schifanoia. 
Con la devoluzione del ducato estense allo stato della Chiesa nel 1598, Marfisa si rifiutò di seguire la famiglia a Modena, rimanendo a vivere a Ferrara insieme al marito nella palazzina ereditata dal padre.
Morì il 15 agosto 1608 a Ferrara.

## Discendenza
Marfisa e Alderano ebbero i seguenti figli:
- Carlo I (Ferrara 18 novembre 1581 - Massa, 13 febbraio 1662), Principe Sovrano di Massa e Marchese Sovrano di Carrara dal 1623 al 1662;
- Francesco (Ferrara, 21 novembre 1583[4] - Massa, giugno[7] 1616), Patrizio Romano e Patrizio Genovese, Patrizio di Pisa e Firenze, Patrizio Napoletano, Nobile di Viterbo, uomo d'armi al servizio del Re di Francia;
- Odoardo (Ferrara, battezzato il 6 marzo 1585[4] - Genova, 2 agosto 1612), Patrizio Romano e Patrizio Genovese, Patrizio di Pisa e Firenze, Patrizio Napoletano, Nobile di Viterbo, Colonnello delle Armate di S.M. Cattolica;
- Cesare (Ferrara, battezzato l'11 aprile 1587[4]-poco dopo);
- Vittoria (Ferrara, maggio[4] 1588 - Bologna 10 ottobre[4] 1635) sposa a Ferrara nel 1603 il Conte Senatore Ercole Pepoli, Conte di Castiglione, Conte del Sacro Romano Impero, Patrizio di Bologna e Senatore di Bologna;
- Ferdinando (Ferrara 1590 - Massa 1623), Sacerdote, Canonico della Cattedrale di Genova;
- n.n., morta in fasce[4];
- Alessandro (Ferrara 1594 - Roma 21 marzo[8] 1639), Cavaliere dell'Ordine di Malta, di cui professò i voti nel 1597;
- Alfonso (Ferrara, nato e morto nel 1596), Patrizio Romano e Patrizio Genovese, Patrizio di Pisa e Firenze, Patrizio Napoletano, Nobile di Viterbo.

## Ascendenza
|                  |   |                      | Genitori                  |  |  | Nonni |  |  | Bisnonni        |  |  | Trisnonni          |  |
|                  |   |                      |                           |  |  |       |  |  | Ercole I d'Este |  |  | Niccolò III d'Este |  |
|                  |   |                      |                           |  |  |       |  |  | Ercole I d'Este |  |  | Niccolò III d'Este |  |
|                  |   | Ricciarda di Saluzzo |                           |  |  |       |  |  | Ercole I d'Este |  |  |                    |  |
| Alfonso I d'Este |   |                      |                           |  |  |       |  |  | Ercole I d'Este |  |  |                    |  |
|                  |   | Eleonora d'Aragona   | Ferdinando I di Napoli    |  |  |       |  |  |                 |  |  |                    |  |
|                  |   | Eleonora d'Aragona   | Ferdinando I di Napoli    |  |  |       |  |  |                 |  |  |                    |  |
|                  |   | Eleonora d'Aragona   | Isabella di Chiaromonte   |  |  |       |  |  |                 |  |  |                    |  |
| Francesco d'Este |   | Eleonora d'Aragona   |                           |  |  |       |  |  |                 |  |  |                    |  |
|                  |   | Rodrigo Borgia       | Jofré Llançol i Escrivà   |  |  |       |  |  |                 |  |  |                    |  |
|                  |   | Rodrigo Borgia       | Jofré Llançol i Escrivà   |  |  |       |  |  |                 |  |  |                    |  |
|                  |   | Rodrigo Borgia       | Isabel Borja y Cavanilles |  |  |       |  |  |                 |  |  |                    |  |
| Lucrezia Borgia  |   | Rodrigo Borgia       |                           |  |  |       |  |  |                 |  |  |                    |  |
|                  |   | Vannozza Cattanei    | …                         |  |  |       |  |  |                 |  |  |                    |  |
|                  |   | Vannozza Cattanei    | …                         |  |  |       |  |  |                 |  |  |                    |  |
|                  |   | Vannozza Cattanei    | …                         |  |  |       |  |  |                 |  |  |                    |  |
| Marfisa d'Este   |   | Vannozza Cattanei    |                           |  |  |       |  |  |                 |  |  |                    |  |
|                  | … | …                    |                           |  |  |       |  |  |                 |  |  |                    |  |
|                  | … | …                    |                           |  |  |       |  |  |                 |  |  |                    |  |
|                  | … | …                    |                           |  |  |       |  |  |                 |  |  |                    |  |
| …                | … |                      |                           |  |  |       |  |  |                 |  |  |                    |  |
|                  |   | …                    | …                         |  |  |       |  |  |                 |  |  |                    |  |
|                  |   | …                    | …                         |  |  |       |  |  |                 |  |  |                    |  |
|                  |   | …                    | …                         |  |  |       |  |  |                 |  |  |                    |  |
| …                |   | …                    |                           |  |  |       |  |  |                 |  |  |                    |  |
|                  |   | …                    | …                         |  |  |       |  |  |                 |  |  |                    |  |
|                  |   | …                    | …                         |  |  |       |  |  |                 |  |  |                    |  |
|                  |   | …                    | …                         |  |  |       |  |  |                 |  |  |                    |  |
| …                |   | …                    |                           |  |  |       |  |  |                 |  |  |                    |  |
|                  |   | …                    | …                         |  |  |       |  |  |                 |  |  |                    |  |
|                  |   | …                    | …                         |  |  |       |  |  |                 |  |  |                    |  |
|                  |   | …                    | …                         |  |  |       |  |  |                 |  |  |                    |  |
|                  |   | …                    |                           |  |  |       |  |  |                 |  |  |                    |  |